# Мехнат (спортивне товариство)
Спортивне товариство «Мехнат» (узб. «Mexnat» sport jamiyati) — республіканське добровільне спортивне товариство промислових підприємств Узбецької РСР, створене 1958 року.
«Мехнат» перекладається з узбецької як «праця», «труд». Серед представників товариства — ФК «Мехнат» (Ташкент), «Коканд 1912».
Станом на 1960 рік у складі товариства було 709 колективів фізичної культури, що об'єднували майже 113 тисяч осіб. За 1959 рік «Мехнат» підготував 17 майстрів спорту.
Станом на 1972 рік «Мехнат» об'єднував 133,9 тисячі фізкультурників (з усіх 2149,0 тис. фізкультурників республіки).